# Deweyville (Utah)
Deweyville è una città degli Stati Uniti d'America, situata nello Stato dello Utah, nella Contea di Box Elder.